# Buchweizenkrankheit
Buchweizenkrankheit oder Buchweizenausschlag, auch Fagopyrismus (lat. fagus „Buche“ und altgriech. πυρός „Weizen“) genannt, ist eine Krankheit, die bei Menschen und Säugetieren nach reichlichem Genuss von Buchweizen-Bestandteilen (Fagopyrum esculentum) vorkommen kann.

Strukturformel eines Fagopyrins (hier Fagopyrin F)

In Blüten, Blättern und Keimlingen des Buchweizens sind Fagopyrine enthalten. Sie zählen chemisch als Naphthodianthrone zu den Anthrachinon-Derivaten. Ähnlich wie das verwandte Hypericin können sie phototoxisch wirken, unter Lichteinwirkung Giftstoffe bilden und die Empfindlichkeit von belichteten Hautpartien gegenüber schädigenden Strahlungsanteilen erhöhen (Photosensibilisierung). Als Folge photodynamischer Effekte kommt es zu einem juckenden Hautausschlag (Urtikaria). Daneben können Magen-Darm-Beschwerden in Form von Übelkeit, Durchfällen und Erbrechen auftreten. Die Behandlung besteht in symptomatischen Maßnahmen und dem Schutz vor weiterer Lichtexposition.
Relativierend sollte empirisch angemerkt werden, dass die fagopyrin-haltigen Blätter des Buchweizens von etablierten Anbietern als Tees angeboten werden und im Himalaya, einem der Buchweizen-Hochburgen, als eine Art Salat konsumiert werden.
Andere Buchweizen Sorten wie Fagopyrum cymosum oder Fagopyrum tataricum enthalten ebenfalls Fagopyrine.

## Fagopyrismus bei Tieren
Die bei Haussäugetieren – vor allem bei Schafen, Rindern und Schweinen – als Fagopyrismus auftretende phototoxische Wirkung wird den durch angeregte Fagopyrin-Moleküle vermittelten photodynamischen Effekten mit Bildung reaktiver Sauerstoffspezies (wie 1O2) zugeschrieben, wodurch die Haut empfindlicher auf Licht reagiert (Anregungswellenlänge 540–600 nm). Es entsteht eine Art Sonnenbrand, der besser als Photodermatitis bezeichnet wird.
Die Krankheitssymptome treten an unpigmentierten Hautstellen auf. Hier kommt es zunächst zu einer Rötung und Schwellung. Im weiteren Verlauf kommt es zur Bildung von Bläschen bis hin zu einer phlegmonösen oder nekrotisierenden Hautentzündung (Dermatitis). Ein ähnliches Krankheitsbild kann durch Inhaltsstoffe von Johanniskraut hervorgerufen werden. In Einzelfällen können auch andere Futterpflanzen wie Luzerne, verschiedene Kleearten, Wicken, Raps, Lupinen, Knöterich, Sudangras oder Gefleckte Wolfsmilch eine Photosensibilität auslösen, wobei nicht klar ist, ob dies auf eine Schädigung der Leber (hepatogene Photosensibilität) oder auf einen Befall der Pflanzen mit Pilzen zurückzuführen ist.
Die Behandlung erfolgt im Frühstadium mit entzündungshemmenden Mitteln (Glukokortikoide, Antihistaminika). Bei schweren Hautschäden werden abdeckende Pasten und Salben eingesetzt. Betroffene Tiere sollten für den Rest des Jahres von der Weide genommen werden, um sie vor Sonneneinstrahlung zu schützen.